# Ctenotus storri
Ctenotus storri (смугастий гребневухий сцинк) — вид сцинкоподібних ящірок родини сцинкових (Scincidae). Ендемік Австралії. Вид названий на честь австралійського герпетолога Глена Мільтона Сторра.

## Поширення і екологія
Смугасті гребневухі сцинки мешкають в прибережних і внутрішніх річкових рівнинах на півночі і північному заході Північної Території. Вони живуть в рідколіссях та на луках, що ростуть на піщаних рівнинах. Відкладають яйця.